# Rockabye (1932)
Rockabye is een Amerikaanse dramafilm uit 1932 onder regie van George Cukor.

## Verhaal
Als toneelactrice Judy Carroll in een rechtszaak getuigt, verliest ze daardoor het voogdijschap over een weesmeisje. Om die tegenslag te verwerken gaat ze acteren in een toneelstuk. Ze wordt verliefd op de getrouwde toneelschrijver Jacob Van Riker Pell.

## Rolverdeling
| Acteur            | Personage              |
| ----------------- | ---------------------- |
| Constance Bennett | Judy Carroll           |
| Joel McCrea       | Jacob Van Riker Pell   |
| Paul Lukas        | Antonie de Sola        |
| Jobyna Howland    | Snooks Carroll         |
| Walter Pidgeon    | Al Howard              |
| Clara Blandick    | Brida                  |
| Walter Catlett    | Jimmy Dunn             |
| Virginia Hammond  | Mevrouw Van Riker Pell |
| J.M. Kerrigan     | Fagin                  |
| June Filmer       | Elizabeth              |